# Casa Paulet
Casa Paulet és una casa d'Arties, del municipi de Naut Aran (Vall d'Aran) inclosa en l'Inventari del Patrimoni Arquitectònic de Catalunya.

## Descripció
Casal d'època renaixentista (s.XVI) (l'obra és datada entre els anys 1549 i el 1568 segons la llinda de la porta exterior). De planta rectangular i dimensions considerables, composta de planta baixa, dos pisos i humeral. Conserva el típic coronament esgraonat del capcer i aixopluga una coberta de doble vessant, d'encavallades de fusta i teulada de llicorella. La façana lateral, però, sembla indicar que en origen tenia només dues plantes. Cantonades reforçades i obertures de fàbrica. A part d'una espitllera de fàbrica que a més de motllures tallades a bisell i sanefetes extradossades que acaben en angle recte, incorporen ornamentació en les bases de bandes o de sogues.
Finestres:

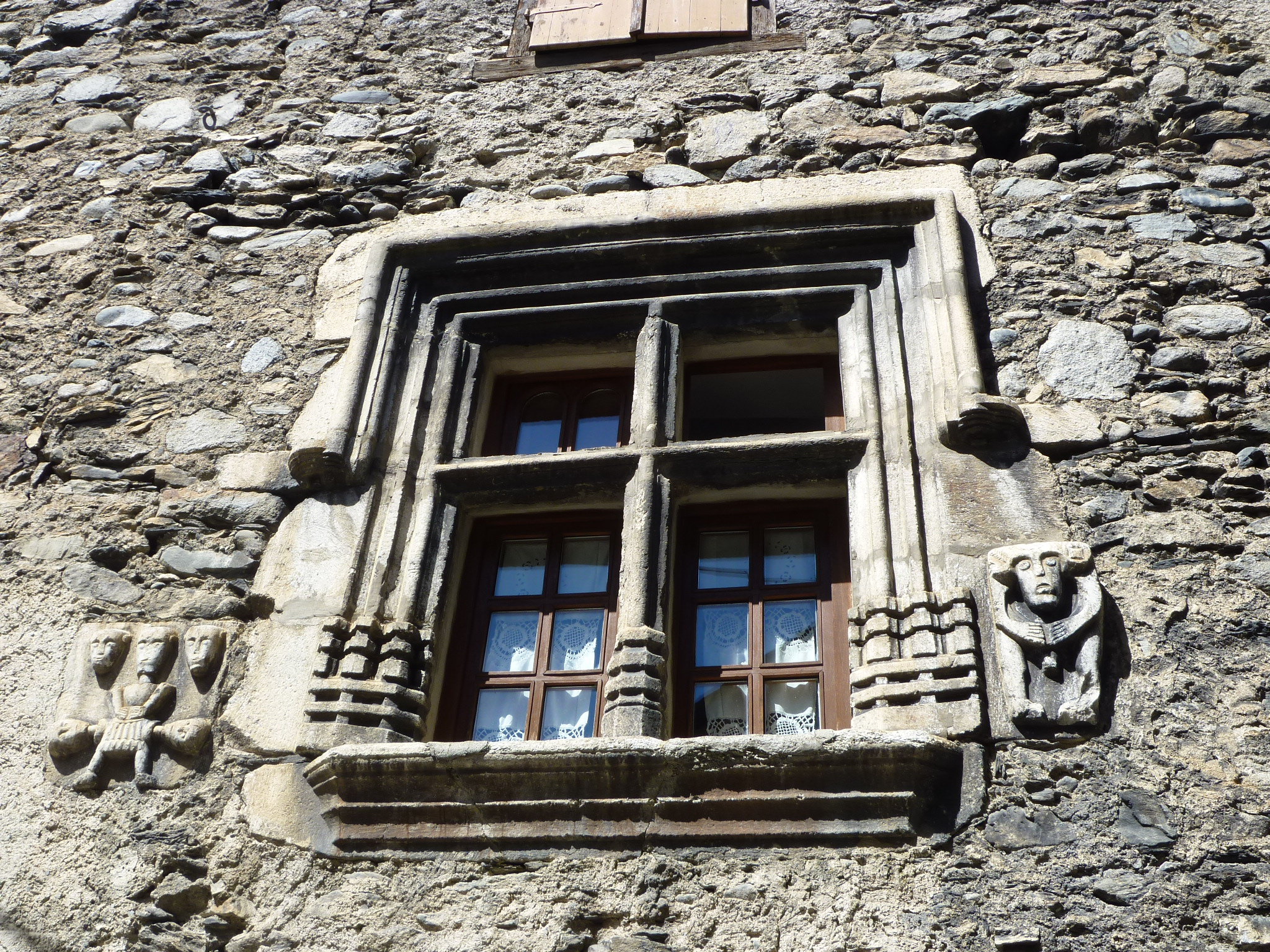
Finestra del carrer Major

El més destacable són els notables finestrals amb les motllures treballades. Dues de les finestres de la façana que dona al carrer Major són amb el mainell i el travesser de pedra. Al costat tenen, una dos relleus encastats al mur amb caps humans de tipus grotesc; i l'altra un escut heràldic amb motius diversos (barres en el panell 2 i 3, escacs i estels) al capdamunt. A la façana principal hi ha una tercera finestra amb el marc esculpit de pedra. Sobre el portal d'entrada, al pati, hi ha una llinda datada el 1561.

## Història
Tot i que les avingudes del riu Valarties han estat importants al llarg dels segles, Çò de Paulet sempre s'ha mantingut ferma en primera línea. En els comptes de Vielha compareix un pagament a mossèn Paulet de Sanjun pel censal de Sant Jaume (1564), notícia doblement interessant perquè relaciona ambdues esglésies amb el possible fundador que donà nom a la casa. Vinculada als Arjò d'Artíes, en el segle xviii fou bressol de destacats eclesiàstics de la Val, com ara dos germans jesuïtes (ambdós versats en lletres, i un d'ells amb fama de sant), així com fra Ambrosi d'Arties caputxí, dues o tres vegades provincial a Catalunya (Qüestionari de Francisco de Zamora). Al trànsit al segle xix compareix en els llibres parroquials el reverend Francesc Arjò de Paulet, porcioner d'Artíes i ecònom de Carrotja en l'arquebisbat de València.